# 浜崎達也
浜崎 達也（はまざき たつや、1973年3月4日 - ）は日本の小説家・脚本家・漫画原作者。茨城県出身。『トリスメギトス 光の神遺物』で第4回角川スニーカー大賞優秀賞受賞。元ハガキ職人で、「吟遊奇人」のペンネームで「ジャンプ放送局」の常連投稿者だった。

## 作品リスト

### 小説

#### オリジナル
- 『トリスメギトス 光の神遺物』
- 『Beat Gunner 1』
- 『Beat Gunner 2 戦空の撃墜王』
- 『ぞんびnaランデ・ヴー』

#### ノベライズ
- 新桃太郎伝説[4]
  - 『新桃太郎伝説 上』
  - 『新桃太郎伝説 下』
- ONE PIECE
  - 『ONE PIECE 倒せ!海賊ギャンザック』[5]
  - 『ONE PIECE ローグタウン編』
  - 『ONE PIECE ねじまき島の冒険』
  - 『ONE PIECE 千年竜伝説』
  - 『ONE PIECE 珍獣島のチョッパー王国』
  - 『ONE PIECE THE MOVIE デッドエンドの冒険』
  - 『ONE PIECE 呪われた聖剣』
  - 『ONE PIECE THE MOVIE オマツリ男爵と秘密の島』
  - 『ONE PIECE THE MOVIE カラクリ城のメカ巨兵』
  - 『ONE PIECE エピソードオブアラバスタ 砂漠の王女と海賊たち』
  - 『ONE PIECE THE MOVIE エピソードオブチョッパー+ 冬に咲く、奇跡の桜』
  - 『ONE PIECE FILM STRONG WORLD』
  - 『劇場版ONE PIECE 麦わらチェイス』
  - 『ONE PIECE FILM Z』
  - 『ONE PIECE “3D2Y” エースの死を越えて! ルフィ仲間との誓い』
  - 『ONE PIECE FILM GOLD』
  - 『ONE PIECE novel A 2 新世界篇』
  - 『ONE PIECE STAMPEDE』
- 『ラブアンドデストロイ』
- 聖闘士星矢 ギガントマキア
  - 『聖闘士星矢 ギガントマキア 盟の章』
  - 『聖闘士星矢 ギガントマキア 血の章』
- .hack
  - 『.hack//AI buster』
  - 『.hack//AI buster 2』
  - 『.hack//G.U. Vol.1 死の恐怖』
  - 『.hack//G.U. Vol.2 境界のMMO』
  - 『.hack//G.U. Vol.3 ハロルドの元型』
  - 『.hack//G.U. Vol.4 8次元の想い』
  - 『.hack//Quantum 心ノ双子』
- 絶対少年
  - 『絶対少年 妖精たちの夏 田菜』
  - 『絶対少年 妖精たちの都市 横浜 』
  - 『絶対少年 神隠しの秋 穴森』（携帯小説）
- くじびき♥アンバランス
  - 『くじびき♥アンバランス 末吉編』
  - 『くじびき♥アンバランス 大吉編』
- 『テガミバチ 光と青の幻想夜話』
- 『映画 ROOKIES -卒業-』
- 『小説 バトルスピリッツ ショーメン探偵団！』
- LIAR GAME
  - 『小説 LIAR GAME』
  - 『小説 LIAR GAME Season 2』
  - 『小説 LIAR GAME The Final Stage』
  - 『小説 LIAR GAME REBORN -再生-』
- 『サモンナイトX 〜Tears Crown〜 ふたりの皇子』
- 大帝国
  - 『大帝国（上） 宙の魔女 黄金の鷲』
  - 『大帝国（下） 鼠と王女 星海の果』
- STEINS;GATE
  - 『劇場版 STEINS;GATE 負荷領域のデジャヴ 上』
  - 『劇場版 STEINS;GATE 負荷領域のデジャヴ 下』
  - 『STEINS;GATE 0 -シュタインズ・ゲート ゼロ- 亡失流転のソリチュード 上』
  - 『STEINS;GATE 0 -シュタインズ・ゲート ゼロ- 盟誓のリナシメント 下』
- 『女子ーズ』
- 『幕末高校生』
- 『西遊記〜はじまりのはじまり〜』
- 『まじっく快斗1412』（全6巻）
- 境界のRINNE
  - 『境界のRINNE 友だちからで良ければ』
  - 『境界のRINNE ようこそ地獄へ!』
- 名探偵コナン
  - 『小説 名探偵コナン CASE4』
- 金田一少年の事件簿
  - 『小説 金田一少年の事件簿 オペラ座館殺人事件』
  - 『小説 金田一少年の事件簿 学園七不思議殺人事件』
- 『怪盗クイーンはサーカスがお好き 劇場アニメノベライズ』

### 漫画原作
- 『.hack//黄昏の腕輪伝説』（全3巻 完全版全2巻 漫画：依澄れい）
- 『.hack//G.U.+』（全5巻 漫画：森田柚花）
- 『.hack//Quantum+』（全2巻 漫画：三鷹ナオ）
- 『デジモンネクスト』（全4巻 漫画：岡野剛）
- 『それいけ！桃太郎電鉄』（全3巻 漫画：高内優向）

### 脚本
アニメ
- 『絶対少年』
- 『くじびき♥アンバランス』
- 『クレヨンしんちゃん』
- 『.hack//Quantum』

ドラマCD
- 『.hack//黄昏の腕輪伝説 character song&story うででんオンラインラジオステーション』
- 『シグマハーモニクス　オリジナルドラマ』（ウェブドラマ、特典）

ゲーム
- 『.hack//G.U.』
- 『デジモンセイバーズ アナザーミッション』